# TuRa Ludwigshafen
TuRa 1882 Ludwigshafen war ein deutscher Sportverein aus dem Stadtteil Hemshof der Großstadt Ludwigshafen am Rhein. Er entstand am 20. Mai 1938 aus der Fusion der Vereine MTV 1882 Ludwigshafen, SC Germania Ludwigshafen und der Ludwigshafener FG 03. 1964 fusionierte der Verein mit dem SV Phönix 03 Ludwigshafen zum SV Südwest Ludwigshafen.

## Geschichte
Die Idee zur Gründung eines Ludwigshafener Großvereines kam vom Ludwigshafener FG am 4. Dezember 1937. Bereits in den Jahren zuvor gab es Überlegungen, die Vereine im Norden der Stadt zu einem Großverein zusammenzuschließen. In drei Sitzungen wurde einstimmig beschlossen, die Gründung eines Großvereines in Ludwigshafen-Nord umzusetzen. Die Vertreter der Vereine MTV 1882 Ludwigshafen und SC Germania Ludwigshafen wurden zu einer Besprechung am 8. Januar 1938 eingeladen, bei der einstimmig der Fusion zugestimmt wurde. Nachdem in weiteren Sitzungen über Namen und Spielfarben abgestimmt worden war, fand am 20. Mai 1938 die Gründungsveranstaltung des neu gebildeten Vereins TuRa Ludwigshafen statt.
Nach Bildung der Gauliga Westmark 1941 stieg TuRa Ludwigshafen aus der Bezirksklasse in diese auf. Die erste Spielzeit wurde auf dem vierten Platz, knapp hinter dem Lokalrivalen TSG 1861 Ludwigshafen abgeschlossen. 1942/43 wurde der Verein Sechster, in der letzten Gauliga-Saison 1943/44 Fünfter. In der Endphase des Krieges wurde im Januar und Februar 1945 die Sportanlage zu zwei Dritteln zerstört. Nach dem Zweiten Weltkrieg wurde TuRa nicht für die Fußball-Oberliga 1945/46 berücksichtigt, da aus jeder Stadt nur ein Verein zugelassen wurde. Stattdessen spielte der Verein in der Landesliga Vorderpfalz. 1949/50 erreichte der Verein die Meisterschaft der Landesliga und stieg somit in die Fußball-Oberliga 1950/51 auf. Nach mehreren Jahren in der Oberliga Südwest, in denen überwiegend Mittelfeldplatzierungen erreicht wurden, stieg Ludwigshafen 1955/56 als Letztplatzierter in die II. Division ab. Bereits in der kommenden Spielzeit gelang mit einem zweiten Platz der sofortige Wiederaufstieg. In der Spielzeit 1960/61 und in der Spielzeit 1961/62, als der Lokalrivale Phönix Ludwigshafen abstieg, war TuRa die Nummer eins in Ludwigshafen, wurde aber schon bald vom Ludwigshafener SC übertrumpft.
Bei der Einführung der Fußball-Bundesliga 1963 wurde TuRa Ludwigshafen nicht berücksichtigt. Der Verein spielte fortan in der zweitklassigen Fußball-Regionalliga Südwest. In der Hoffnung, durch eine Fusion und Zusammenlegung der Kräfte die Bundesliga zu erreichen, fusionierten am 29. Mai 1964 TuRa Ludwigshafen mit Phönix Ludwigshafen zu Südwest Ludwigshafen.

## Bekannte Spieler
- Rudolf Kraft
- Werner Meier
- Reinhold Nedoschil
- Friedel Trapp
- Wolfgang Wittemaier

## Bekannte Trainer
- Josef Müller

## Weitere Abteilungen
Der Verein besaß neben der Fußballabteilung ebenfalls eine Handball-, Turn- und Boxabteilung.